# سيغارات أند ألكهول (أغنية)
سيغارات أند ألكهول بالإنقليزية Cigarettes and Alcohol هي أغنية لفرقة الروك البريطانية أويسس ، ظهرت على  ديفينتلي مايبي (تسجيل) كالمقطوعة رقم 08 وهي رابع تسجيل منفرد أصدرته الفرقة ترويجا لهذا التسجيل. 
افتتاحيتها الشهيرة التي إعترف ناول أنه استعارها من أغنية فرقة تي راكس (غات إيت أون) وطريقة أداءها المتميزة الفريدة من طرف ليام غلاغر جعل منها إحدى الأغاني الأكثر شعبية عند معجبي الفرقة من ألى سنواتها رفقة مقطوعات أخرى كسوبر سونيك، رول ويذ إت و شاكرماكر. 
تم تصنيفها في المرتبة 43 في ترتيب أحسن الأغاني البريطانية في التاريخ ضمن سبر للأراء نظمته إذاعة إكس أف أم في 2010 .

## مميزات الأغنية
أعرب ألان ماك جي المنتج الذي إكتشف الفرقة أن كلمات الأغنية وصفت بدقة وإمعان المجتمع الإنجليزي لل25 سنة الأخيرة. 

## قائمة الأغاني
- السي دي المنفرد

1. سيغارات أند ألكهول - 4:48
2. أيام ذ والرس (عرض حي) - 8:15
3. لستن أب - 6:39
4. فايد أواي - 4:13

- فينيل 7''

1. سيغارات أند ألكهول - 4:48
2. أيام ذ والرس (عرض حي) - 8:15

- فينيل 12''

1. سيغارات أند ألكهول - 4:48
2. أيام ذ والرس (عرض حي) - 8:15
3. فايد أواي - 4:13

- شريط كاسيت

1. سيغارات أند ألكهول - 4:48
2. أيام ذ والرس (عرض حي) - 8:15